# 군도촌
군도촌(郡戸村)은 이바라키현 구지군에 일찍이 존재했던 촌이다.

## 지리
- 구, 가나사고정의 남서부, 현재의 히타치오타시 서부에 해당한다.
- 촌은 쿠지강 북안에 위치하고 있으며, 쿠지강의 지류도 흐르고 있다.

## 역사
- 1889년 4월 1일 - 정촌제 시행에 의해 구지군 군도촌이 성립하였다.
- 1955년 4월 15일 - 구메촌,가나고촌,가나사촌과 합병해 가나사고촌이 성립하여, 군도촌은 폐지되었다

## 인구
| 1891년 | 2,508 |
| 1920년 | 2,572 |
| 1935년 | 2,806 |
| 1950년 | 3,633 |

## 참고문헌
- 金砂郷村史編さん委員会編 『金砂郷村史』、金砂郷村、1989年
- 角川日本地名大辞典編纂委員会『가도카와 일본 지명 대사전 8 茨城県』、가도카와 쇼텐、1983年 ISBN 4040010809